# Irwin I. Shapiro
Irwin Ira Shapiro (* 10. Oktober 1929 in New York City) ist ein US-amerikanischer Astrophysiker. Seit 1982 ist er Professor an der Harvard University. Von 1982 bis 2004 war er der Direktor des Harvard-Smithsonian Center for Astrophysics.

## Leben
Irwin Shapiro wurde im Jahr 1929 in New York City geboren. Er studierte zunächst Mathematik an der Cornell University, anschließend Physik an der Harvard University, wo er auch promovierte. 1954 schloss er sich dem Lincoln Laboratory am Massachusetts Institute of Technology (MIT) an und wurde 1967 ebendort Professor für Physik. 1982 nahm er einen Ruf an die Harvard University an und wurde gleichzeitig Direktor des Harvard-Smithsonian Center for Astrophysics.

## Forschung
Die Arbeiten von Shapiro umfassen Untersuchungen auf den Gebieten der Geophysik (Erforschung der Struktur des Erdkerns) und der Astrophysik.
Ein wichtiges Arbeitsgebiet waren Tests der Allgemeinen Relativitätstheorie, die im Sonnensystem durchgeführt wurden. Die im Jahr 1964 von Shapiro entdeckte Shapiro-Verzögerung wurde nach ihm benannt, ebenso der Asteroid (3832) Shapiro. In jüngerer Zeit arbeitete er über Gravitationslinsen und Abschätzungen zum Alter des Universums.

## Ehrungen
1969 wurde Shapiro in die American Academy of Arts and Sciences gewählt, 1974 in die National Academy of Sciences und 1998 in die American Philosophical Society. Er gewann 1994 die William Bowie Medal und 1991 die Charles A. Whitten Medal, beide verliehen von der American Geophysical Union. Im Jahr 2013 wurde ihm der Einstein-Preis der American Physical Society, deren Fellow er seit 1975 war, zugesprochen.